# Rejon nurimanowski
Rejon nurimanowski (ros. Нуримановский район) – jeden z 54 rejonów w Baszkirii. Stolicą regionu jest Krasnaja Gorka.
100% populacji stanowi ludność wiejska, ponieważ w regionie nie ma żadnego miasta.